# رئیس‌جمهور لهستان
رئیس‌جمهور جمهوری لهستان (به لهستانی: Prezydent Rzeczypospolitej Polskiej)
      PSL
      کنشگر سیاسی مستقل
      SdRP
      PiS
      PO